# 道格拉斯鎮區 (內布拉斯加州桑德斯縣)
道格拉斯鎮區（英語：Douglas Township）是位於美國內布拉斯加州桑德斯縣的一個行政鎮區。

## 地方資料
道格拉斯鎮區的面積為82.91平方千米，皆為陸地。根據2020年美國人口普查的數據，當地共有人口211人，而人口密度為每平方千米2.54人。